# Unterseeboot 1002
L'Unterseeboot 1002 ou U-1002 est un sous-marin allemand (U-Boot) de type VIIC/41 utilisé par la Kriegsmarine pendant la Seconde Guerre mondiale.
Le sous-marin est commandé le 14 octobre 1941 à Hambourg (Blohm + Voss), sa quille posée le 4 janvier 1943, il est lancé le 6 octobre 1943 et mis en service le 30 novembre 1943, sous le commandement de l'Oberleutnant zur See Albrecht Schubart.
L'U-1002 n'endommage ni ne coule aucun navire au cours de l'unique patrouille (54 jours en mer) qu'il effectue.
Il capitule à Bergen en mai 1945 et coule par un tir de torpille en décembre 1945.

## Conception
Unterseeboot type VII, l'U-1002 avait un déplacement de 769 tonnes en surface et 871 tonnes en plongée. Il avait une longueur hors-tout de 67,10 m, un maître-bau de 6,20 m, une hauteur de 9,60 m et un tirant d'eau de 4,74 m. Le sous-marin était propulsé par deux hélices de 1,23 m, deux moteurs diesel Germaniawerft M6V 40/46 de 6 cylindres en ligne de 1 400 cv à 470 tr/min, produisant un total de 2 060 à 2 350 kW en surface et de deux moteurs électriques Brown, Boveri & Cie GG UB 720/8 de 375 cv à 295 tr/min, produisant un total 550 kW, en plongée. Le sous-marin avait une vitesse en surface de 17,7 nœuds (32,8 km/h) et une vitesse de 7,6 nœuds (14,1 km/h) en plongée. Immergé, il avait un rayon d'action de 80 milles marins (150 km) à 4 nœuds (7,4 km/h ; 4,6 milles par heure) et pouvait atteindre une profondeur de 230 m. En surface son rayon d'action était de 8 500 milles nautiques (soit 15 700 km) à 10 nœuds (19 km/h).
L'U-1002 était équipé de cinq tubes lance-torpilles de 53,3 cm (quatre montés à l'avant et un à l'arrière) et embarquait quatorze torpilles. Il était équipé d'un canon de 8,8 cm SK C/35 (220 coups), d'un canon antiaérien de 20 mm Flak et d'un canon 37 mm Flak M/42 qui tire à 15 350 mètres avec une cadence théorique de 50 coups par minute. Il pouvait transporter 26 mines TMA ou 39 mines TMB. Son équipage comprenait 4 officiers et 40 à 56 sous-mariniers.

## Historique
Il passe son temps d'entraînement au sein de la 31. Unterseebootsflottille jusqu'au 28 février 1945, puis il rejoint une unité de combat dans la 11. Unterseebootsflottille.
Sa première patrouille est précédée d'court trajet de Kiel à Horten. Elle commence le 20 février 1945 au départ d'Horten. Au cours de ses 49 jours de patrouille, l'U-1002 opère au large des îles britanniques, sans succès. Arrivé à Bergen le 9 avril 1945, le submersible n'effectue plus aucune patrouille.
L'U-1002 se rend aux forces alliées le 9 mai 1945 à Bergen, en Norvège.
Le 30 mai 1945, il est transféré au point de rassemblement de Loch Ryan en vue de l'opération Deadlight, opération alliée pour la destruction massive de la flotte d'U-Boote de la Kriegsmarine. 
L'U-1002 est torpillé le 13 décembre 1945 à 10 h 45 (ou le 11 décembre selon une autre source) à la position 56° 10′ N, 10° 05′ O, par le sous-marin HMS Tantivy.

## Affectations
- 31. Unterseebootsflottille du 30 novembre 1943 au 28 février 1945 (Période de formation).
- 11. Unterseebootsflottille du 1er mars 1945 au 8 mai 1945 (Unité combattante).

## Commandement
- Oberleutnant zur See Albrecht Schubart du 30 novembre 1943 au 6 juillet 1944.
- Oberleutnant zur See Hans-Heinz Boos du 6 juillet 1944 au 9 mai 1945.

## Patrouilles
|       | Commandant            | Départ          | Départ | Arrivée         | Arrivée | Jours    | Succès |
| ----- | --------------------- | --------------- | ------ | --------------- | ------- | -------- | ------ |
|       | Oblt. Hans-Heinz Boos | 9 février 1945  | Kiel   | 13 février 1945 | Horten  | 5 jours  |        |
| 1     | Oblt. Hans-Heinz Boos | 20 février 1945 | Horten | 9 avril 1945    | Bergen  | 49 jours |        |
| Total | Total                 | Total           | Total  | Total           | Total   | 54 jours | 0 t    |

Note : Oblt. = Oberleutnant zur See